# Лальо
Ла̀льо (на италиански: Laglio; на ломбардски: Lai, Лай) е село и община в Северна Италия, провинция Комо, регион Ломбардия. Разположено е на 199 m надморска височина, на югозападния бряг на езеро Лаго ди Комо. Населението на общината е 881 души (към 2017 г.).